# Gustav W. Schimmelpenning
Gustav Wilhelm Schimmelpenning (* 18. Dezember 1928; † 16. September 2009) war ein deutscher Nervenarzt bzw. Neurologe und Psychiater. 
Er war von 1971 bis 1994 Direktor zunächst der Universitätsnervenklinik und – nach der Abtrennung der Neurologie – der Psychiatrischen Universitätsklinik in Kiel. U.a. beschrieb er 1957 erstmals das später nach ihm sowie den beiden US-amerikanischen Pädiatern Richard C. Feuerstein und Leroy C. Mims benannte Schimmelpenning-Feuerstein-Mims-Syndrom.